# Európai zöld megállapodás

Az európai zöld megállapodás forrásai az EU 2014–2020-as költségvetésében és a Bizottság 2021–2027 közötti időszakra vonatkozó javaslatai. Forrás: Infrastructure Atlas 2020, Szerző: Appenzeller/Hecher/Sack, Licenc: CC BY 4.0

A CO₂-kibocsátás történelmi fejlődése az EU 27 országában

A European Green Deal, magyarul európai zöld megállapodás, az Európai Bizottság által Ursula von der Leyen vezetésével 2019. december 11-én bemutatott koncepció, amelynek célja 2050-re az üvegházhatást okozó gázok nettó kibocsátásának nullára csökkentése az Európai Unióban. így lesz Európa az első „kontinens”, amely klímasemlegessé válik. Az európai zöld megállapodás az első Von der Leyen-bizottság hat prioritásának egyike. A Green Deal az Európai Unió éghajlat-politikájának központi részévé kíván válni.

## Intézkedések
Az európai zöld megállapodás egy sor intézkedést tartalmaz a pénzügyi piacok szabályozása (fenntartható finanszírozás), az energiaellátás, a közlekedés, a kereskedelem, az ipar, valamint a mezőgazdaság és az erdőgazdálkodás területén. A korábbi cél, hogy 2030-ra 40 százalékkal csökkentsék az Európai Unió szén-dioxid kibocsátását 1990-hez képest, 50-55 százalékosra óhajtják emelni. Ennek érdekében az EU-tagállamoknak 2023-ig ennek megfelelően kell módosítaniuk klímatervüket. Az EU Bizottsága 2020. március 4-én terjesztett elő egy megfelelő törvényt (Európai Klímatörvény). Ezenkívül a különösen érintett országokat összesen 100 milliárd euróval támogatják a kibocsátásmentes gazdaságra való átállásban. Bemutatták a körforgásos gazdaság második cselekvési tervét is.
2020. szeptember 17-én az EU Bizottsága 55%-ra szigorította az eredetileg tervezett 40%-os csökkentési célt. 1990-hez képest. Az Európai Parlament október 6-án további 60%-ra való szigorítást szorgalmazott 2030-ig, és egy független, interdiszciplináris éghajlatváltozási tudományos tanácsadó testületet hozott létre. 2021. április 21-én az Európai Parlament és az EU Tanácsa előzetes megállapodásra jutott az európai klímavédelmi törvényről. A Tanács a június 28-i jóváhagyásával az elfogadást folyamat lezárult. Az (EU) 2021/1119 rendelet 2021. július 29-én lépett hatályba.
A „Just Transition Mechanism” célja, hogy támogassa az Európai Unió azon régióit, amelyek gazdasága aránytalanul függ a fosszilis tüzelőanyagoktól, hogy megteremtsék az átmenetet a klímabarátabb gazdasági ágazatokra, és ösztönözzék a zöld gazdaság kiépítését. 2021 és 2027 között 150 milliárd euró jut a leginkább érintett régiókra.
A fosszilis tüzelőanyagok magasabb árának megállapítására és a szigorúbb CO2-korlátozásra vonatkozó első jogalkotási kezdeményezéseknek 2020 júniusáig kellett elérhetővé válniuk. A versenyhátrányok és a CO2-kibocsátás EU-n kívüli országokba történő áthelyezésének megelőzése érdekében az Európai Bizottság javaslatot tett az európai CO2 korlátkiigazítási rendszerre.
A 2020. június 18-i (EU) 2020/852 (Taxonómiai Rendelet) rendelet létrehozta a világ első „zöld listáját” a fenntartható gazdasági tevékenységekről – egy új, egységes terminológiájú, közös osztályozási rendszert, a befektetők számára, amikor projektekbe és gazdasági tevékenységekbe fektetnek be, jelentős pozitív éghajlati és környezeti hatásokba céljából. A rendelet célja, hogy az EU klímasemlegessé váljon 2050-re.
Az új, 2021 márciusában közzétett Erasmus+ uniós program iránymutatásaiban az európai zöld megállapodás a „Környezet és az éghajlatváltozás elleni küzdelem” prioritás részeként szerepel.
2021. július 14-én az Európai Bizottság bemutatja a „ Fit for 55 ” elnevezésű, megreformált és új uniós irányelvek és rendeletek első csomagját, amelyek az európai zöld megállapodásban rögzített célok elérését hivatottak elérni.

### Green Recovery
A zöld fellendülés a 2020-as gazdasági válság idején a gazdaságot támogató intézkedésekre és beruházásokra vonatkozik, figyelembe véve a fenntartható gazdaságra irányuló szerkezeti változás tervezését.
Vezető közgazdászok, köztük Nicholas Stern és Joseph E. Stiglitz elemzést tettek közzé a hosszú távú, klímabarát gazdaságélénkítés hatékonyságáról a 2020-as gazdasági válság leküzdése érdekében, amely szerinta gazdasági teljesítmény is jobb lenne, mint más intézkedésekkel.
Frans Timmermans, az Európai Unió éghajlatvédelmi biztosa is indokolta a klímabarát újjáépítési program szükségességét a generációk közötti méltányosság mellett: a most felveendő hiteleket a jövő nemzedékeinek kellene visszafizetniük, akik abban érdekeltek, hogy ökológiailag érintetlen világban élhessenek.
Az EU Bizottság Next Generation EU gazdaságélénkítő programjának tervezete olyan javaslatokat tartalmaz, amelyek a Green Deal „erősítését” hivatottak szolgálni. A 750 milliárdos gazdaságélénkítő csomag azonban nem változtathatja meg a teljes költségvetés klímavédelembe fektetett arányát.

### Just Transition Fund
A Just Transition Fund (JTF) az Európai Unió működéséről szóló szerződés 175. cikke alapján létrehozott eszköz, amely támogatja a méltányos regionális strukturális változást az klimasemlegesség felé 2050-ig. A cél olyan régiók támogatása, amelyek különösen függenek a fosszilis primer energiaforrások kitermelésétől vagy felhasználásától, vagy amelyek az ipari folyamatok során nagy mennyiségű üvegházhatású gázt bocsátanak ki.

### REPowerEU
2022 májusában az EU Bizottsága bemutatta a REPowerEU tervet, amely az Ukrajna elleni 2022-es orosz támadás okozta globális energiapiaci zavarokra kívánt választ adni. A Fit for 55 csomaghoz képest különösen az energiahatékonysági célokat kellett emelni, és fel kellett gyorsítani a megújuló energiák térnyerését.

### Green Deal ipari terv
Az Egyesült Államok (az ún. Inflációcsökkentő Törvényben) és a Kínai Népköztársaság által a klímabarát technológiáknak szánt hatalmas támogatásokra válaszul Ursula von der Leyen, az Európai Bizottság elnöke intézkedéseket jelentett be a Világgazdasági Fórumon Davosban 2023 januárjában az európai ipar versenyképességének növelése érdekében. Február 1-jén a Bizottság bemutatta a zöld megállapodás ipari tervezetét (Green Deal Industrial Plan, beleértve a Net-Zero Industry Actot). A finanszírozás támogatására a Bizottság egy Európai Szuverenitási Alap létrehozását javasolta. 2024. június 29-én hatályba lépett a Net-Zero Industry Act. A „nettó nulla ipari törvény” célja, hogy lehetővé tegye a tiszta iparágak és technológiák célzott finanszírozását az EU-ban. Konkrétan az energetikai átmenet technológiáit és az úgynevezett „stratégiai tisztatechnológiákat” kell előmozdítani és piaci érettségre hozni azzal a céllal, hogy 2030-ra Európa energiaszükségletének fedezese legalább 40%-kal kevesebb üvegházgázt bocsássanak ki. A törvény célja a termelési feltételek egyszerűsítése és a finanszírozási lehetőségek bővítése, amely a megújuló energiák és az alternatív tüzelőanyagok mellett a minimális hulladékkal, moduláris kisreaktorokkal és a megfelelő „kategóriájában legjobb” üzemanyagokkal is előmozdítja a nukleáris energiatermelés fejlesztését.

## Fordítás
- Ez a szócikk részben vagy egészben  az   European Green Deal című német Wikipédia-szócikk ezen változatának fordításán alapul.  Az eredeti cikk szerkesztőit annak laptörténete sorolja fel. Ez a jelzés csupán a megfogalmazás eredetét és a szerzői jogokat jelzi, nem szolgál a cikkben szereplő információk forrásmegjelöléseként.